# كلوريد الفسفوريل
كلوريد الفوسفوريل (أو أوكسي كلوريد الفوسفور) هو مركب كيميائي من الكلور والأكسجين والفوسفور ينتمي إلى هاليدات الفوسفوريل، صيغته POCl3، ويوجد على شكل سائل عديم اللون.

## التحضير
يمكن أن يحضر المركب مخبرياً بعدة طرق، مثلاً من تفاعل خماسي كلوريد الفوسفور مع ثنائي أكسيد الكبريت:
{\displaystyle \mathrm {PCl_{5}+SO_{2}\longrightarrow POCl_{3}+SOCl_{2}} }
كما يمكن أن يجرى تفاعل الأكسدة باستخدم مؤكسد قوي مثل كلورات البوتاسيوم:
{\displaystyle \mathrm {3\ PCl_{3}+KClO_{3}\longrightarrow 3\ POCl_{3}+KCl} }
كما يمكن أن يحضر المركب بأسلوب آخر انطلاقاً من فوسفات ثلاثي الكالسيوم بتفاعله مع الكربون والكلور:
{\displaystyle {\ce {Ca3(PO4)2 + 6 C + 6 Cl2 -> 3 CaCl2 + 6 CO + 2 POCl3}}}

## الخواص
يوجد المركب في الشروط القياسية على شكل سائل عديم اللون، وللمركب بنية رباعية السطوح مثل الفوسفات.
يتفاعل كلوريد الفوسفوريل مع الماء ليعطي كلوريد الهيدروجين وحمض الفوسفوريك:
{\displaystyle {\ce {O=PCl3 + 3 H2O -> O=P(OH)3 + 3 HCl}}}

## الاستخدامات
يستخدم المركب في المختبرات الكيميائية لإنجاز تفاعلات بلمهة (نزع الماء)؛ مثل تحويل الأميدات إلى النتريلات.
وكذلك في تفاعلات التحليق: